# Палуян Олексій
Аляксєй Палуян (18 жовтня 1989, м. Барановичі, Білорусь) — білоруський кінорежисер.

## Біографія
2012 року переїхав до Німеччини й вивчав кіно- і телережисуру в Коледжі образотворчих мистецтв у Касселі. Він став відомим широкому загалу як режисер ігрових і документальних короткометражних фільмів, які показували на фестивалях в усьому світі.

## Фільмографія
- Відвага (2021),
- Lake of happiness (2019),
- Country of Women (2017)